# أحمد جلال حسن
أحمد جلال حسن (17 مارس 1998) هو لاعب كرة قدم عراقي يلعب كلاعب وسط في نادي نفط البصرة في الدوري العراقي الممتاز.

## مهنة دولية
في 26 أغسطس 2017، خاض أحمد جلال أول مباراة دولية له مع العراق ضد سوريا في مباراة ودية.

## الإنجازات

### النادي
الزوراء
- كأس العراق: 2018-19

## روابط خارجية
- أحمد جلال حسن على موقع قاعدة بيانات كرة القدم.إي يو (الإنجليزية)
- أحمد جلال حسن على موقع Soccerway.com (الإنجليزية)